# Glen White

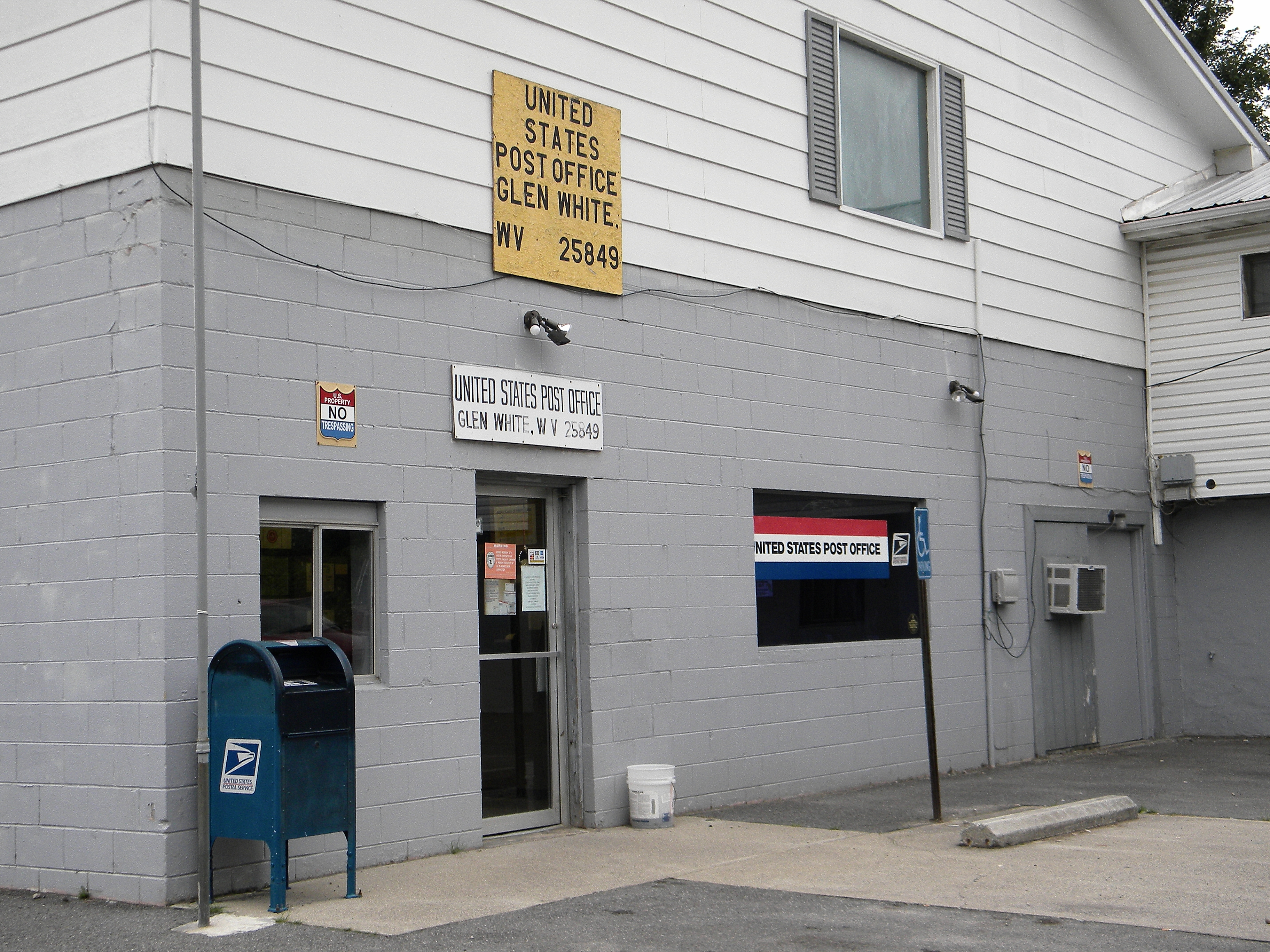

Glen White est une census-designated place (CDP) située dans le comté de Raleigh en Virginie-Occidentale.
Sa population était de 266 habitants en 2010.